# Московский международный фестиваль дудука
Московский международный фестиваль дудука, ММФД (англ. Moscow International Duduk Festival, MIDF; арм. Դուդուկի մոսկովյան միջազգային փառատոն, ԴՄՄՓ) — ежегодный международный музыкальный фестиваль игры на армянском народном инструменте дудуке, проходящий в Москве

## Организаторы
Организатором фестиваля выступает проект Dudukist, в состав которого в настоящее время входят Сурен Багдасарян и Марина Селиванова (до 2016 года — также Оганес Казарян). В 2014 году организаторы фестиваля открыли также Школу дудука (2014-2016 — художественный руководитель Оганес Казарян; с 2016 — Армен Ованнисян).

## Цели и задачи
Одна из основных задач фестиваля − повышение уровня культурных связей и сотрудничества между Россией, Арменией и другими странами, содействие сохранению и развитию армянской культуры. Задачей является выявление и популяризация талантливых дудукистов из различных стран мира.

## История

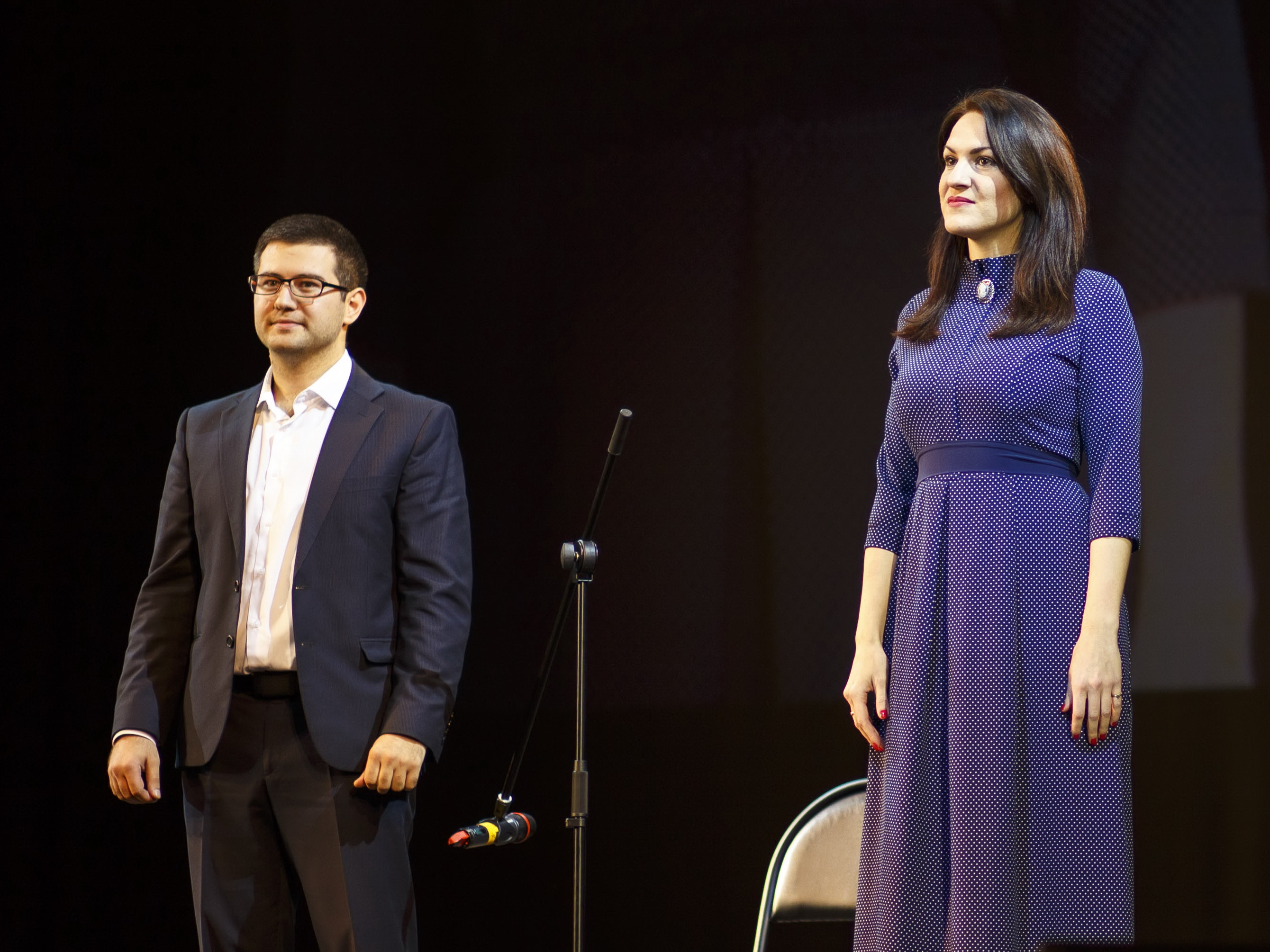
Организаторы фестиваля: Сурен Багдасарян и Марина Селиванова

I Московский фестиваль дудука состоялся 30 апреля 2014 года в Культурном центре Москвич. На фестивале выступили Оганес Казарян, Мартин Казарян, Вардан Арутюнян, Валерий Нам, Аргишти, Арам Аведикян, Юрий Мурадян, Селена, Гегам Оганян, Геворг Айрапетян, Давид Овсепян, Виталий Погосян, Алексей Садоев, Меружан Ачоян, инструментальная группа «ОТТА-оркестр», певица Диана Диковски, известный автор и исполнитель Евгений Росс, певица и организатор фестиваля Марина Селиванова. Режиссёр-постановщик фестиваля — художественный руководитель театра «Гавит» Гамлет Галечян, ведущим фестиваля стал Рубен Мхитарян. В общей сложности, I Московский фестиваль дудука посетило около тысячи человек.
Следующий, II Московский фестиваль дудука прошёл 27 сентября 2015 года в Московском государственном театре эстрады, а среди участников были Георгий Минасов, Артак Асатрян, Георгий Минасян, Манвел Мнацаканян, Камо Сейранян, Гагик Малхасян, Оганес Казарян, Норайр Барсегян, Мартин Казарян, Виталий Погосян, Эммануэль Оганнисян, Аргишти, ансамбль «Дудукист», Дудук квартет «Урарту», Татул Амбарцумян. Фестиваль также посетил известный исполнитель танцевальных, народных и патриотических песен Дзах Арут. Режиссёр-постановщик фестиваля — художественный руководитель театра «Гавит» Гамлет Галечян, ведущим фестиваля стал Рубен Мхитарян. В общей сложности, II Московский фестиваль дудука посетило полторы тысячи человек.
25 сентября 2016 года в концертном зале «Москвич» прошёл III Московский международный фестиваль дудука, организованный проектом Dudukist, при этом в 2016 году фестиваль сопровождался Русским академическим концертным оркестром «Боян» во главе с дирижёром — заслуженным артистом России Николаем Степановым.  . Участниками III фестиваля выступили заслуженный артист Республики Армении Георгий Минасов и его легендарный ансамбль «Дудукнер», заслуженный артист Республики Армении Гагик Малхасян, Георгий Минасян, Артак Асатрян, Норайр Барсегян, Анаид и Анна Мхитарян, Мартин Казарян, Виталий Погосян, Argishty, Арсен Григорян, Оганес Казарян, ансамбль «Дудукист», Рафаэль Мкртчян, Эммануэль Оганнисян, Татул Амбарцумян и Селена. III московский международный фестиваль дудука прошёл при поддержке Конгресса армянской молодёжи России. Режиссёр-постановщик фестиваля — художественный руководитель театра «Гавит» Гамлет Галечян, ведущим фестиваля стал Рубен Мхитарян.
1 октября 2017 года в малом зале Государственного Кремлёвского дворца состоялся IV Московский Международный фестиваль дудука, который прошёл в рамках серии концертов в Кремле Заслуженного артиста России Валерия Сёмина. В рамках фестиваля приняли участие дудукисты из разных стран, среди которых: Виталий Погосян, Армен Ованнисян, Рафаэль Мкртчян, Гегам Оганян, Хосров Манукян, Георгий Минасян, Артак Асатрян, Татул Амбарцумян, Карине Дрноян, Гегам Оганян, почётный гость фестиваля заслуженный артист Армении Георгий Минасов и его легендарный ансамбль «Дудукнер», художественный руководитель Татьяна Минасян, группа Акапелла Экспресс и ОТТА-orchestra. Ведущий ежегодного фестиваля дудука в Москве — Рубен Мхитарян. Солистов, как и за год до этого, сопровождал Государственный академический русский концертный оркестр «Боян» — дирижёр заслуженный артист России Николай Степанов.

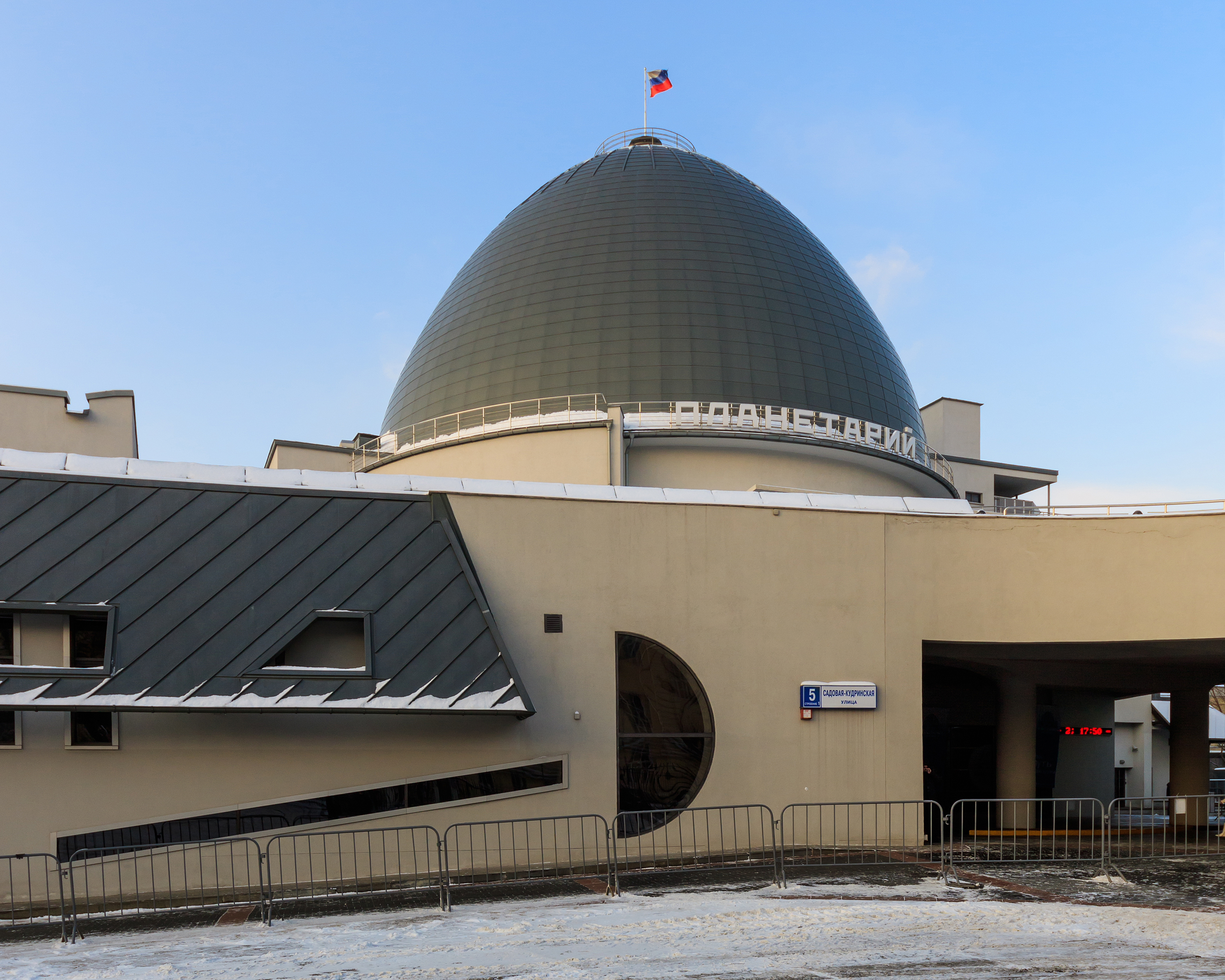
Московский планетарий

6 и 7 октября 2018 года Всемирную неделю космоса в Московском планетарии состоялся Пятый международный фестиваль дудука. В рамках фестиваля приняли участие дудукисты международного уровня из различных стран, среди которых народный артист Армении, профессор Ереванской государственной консерватории имени Комитаса Геворг Дабагян, лауреат международных конкурсов, победитель Вавилонского фестиваля Мартин Казарян, солист ансамбля Ереванской государственной филармонии Арутюн Чколян, солист армянского народного ансамбля «Акунк» Армен Ованнисян, лауреат международных конкурсов, музыкант Государственного оркестра народных инструментов, основатель ансамбля «The Birds Band» Норайр Гапоян. В концерте принимали участие также камерный хор «Озарение», многоголосый хор «Тамзара», современные композиторы и музыканты: Андрей Танзю (рамочные барабаны, рик, перкуссия), Геннадий Лаврентьев (скрипка, табла, безладовая гитара), Иван Муралов (индийский ситар), Паата Чакаберия (безладовая бас-гитара), Дмитрий Лосев (клавишные, электроника), Сати Казанова. В отличие от прошлогодних мероприятий, Пятый фестиваль был ознаменован полнокупольным мультимедийным шоу с полным погружением в пространство космоса под звуки дудука. Специально для этого организаторы сняли уникальный фильм, который транслировался непосредственно на купол планетария.
VI Московский международный фестиваль дудука был проведён в рамках Сезона армянской культуры 19 сентября – 28 ноября 2019 года в Музее Сергея Прокофьева.

### Международный фестиваль дудука в Испании
В июле 2016 года в Испании в рамках фестиваля «Дни Армении» проектом Dudukist было организовано два концерта в рамках Международного фестиваля дудука. Так, 3 июля 2016 года в Барселоне прошёл фестиваль дудука в Centro Civico Cotxeres Borrel, а 5 июля 2016 года фестиваль прошёл уже в каталонском городе Льорет-де-Мар, в рамках которого на центральной площади города перед Мэрией города выступили дудукисты из Армении, Испании и России, среди которых: ансамбль «Дудукист» Московской школы дудука (художественный руководитель Оганес Казарян), Баева Лариса, Алексей Капитонов, Иосиф Гаспарян, Артём Торосян, Григорий Романов, Ника Оганян, Симон Осепян Мария Хаярова, Гегам Оганян, Марина Селиванова, Каталонская школа дудука (художественный руководитель Хованнес Караханян), Роланд Терборг, Женер Омедис, Седрак Петросян, Валентин Кэрол, Раул Костафрэда , Шушаник Оганесян. Фестиваль прошёл при поддержке Русского дома в Каталонии.

## Фотогалерея
|                                                          |  |  |  |  |  |
| Первый московский фестиваль дудука — 30 апреля 2014 года |  |  |  |  |  |

|                                                            |  |  |  |  |  |
| Второй московский фестиваль дудука — 27 сентября 2015 года |  |  |  |  |  |

|                                                            |  |  |  |  |  |
| Третий московский фестиваль дудука — 25 сентября 2016 года |  |  |  |  |  |

|                                                             |  |  |  |  |  |
| Четвёртый московский фестиваль дудука — 1 октября 2017 года |  |  |  |  |  |

|                                                                                  |  |  |  |  |  |
| Пятый московский фестиваль дудука — 6-7 октября 2018 года, Московский планетарий |  |  |  |  |  |